# Idrisiden

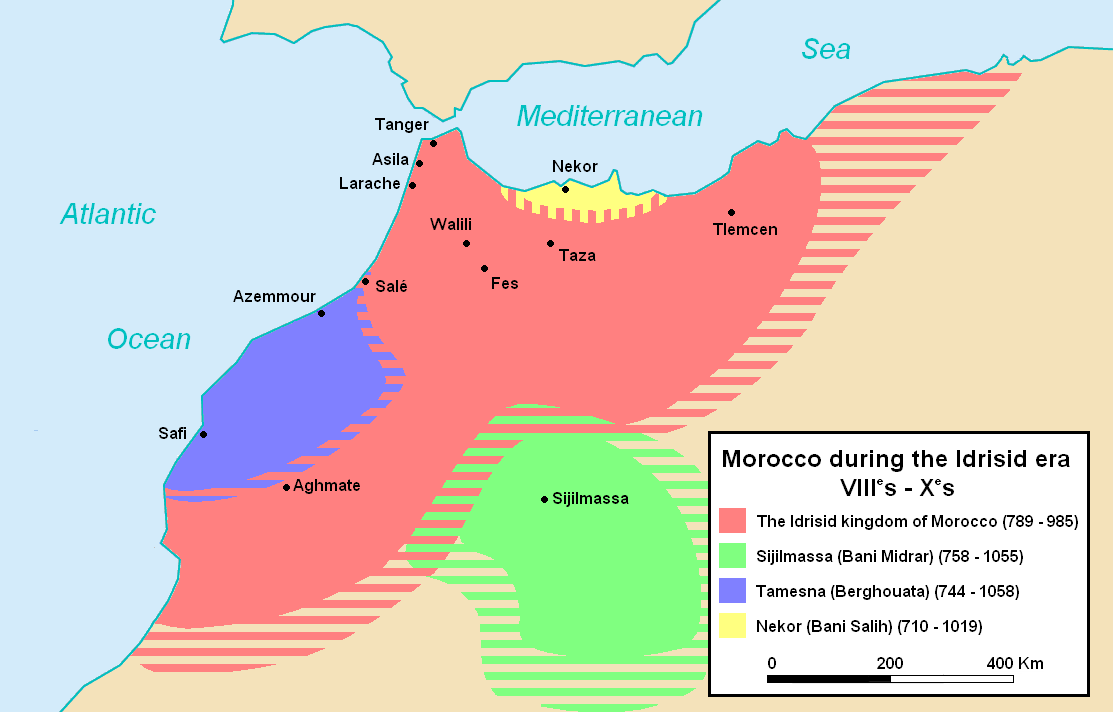
De maximale omvang van het koninkrijk van de Idrisiden (oranje) en hun invloedssfeer (gestreept). Haar directe buren: de Barghawata (paars), het Koninkrijk van Nekor (geel) en het Midrar-koninkrijk van Sijilmasa (groen). In het oosten werd het begrensd door de Abbasiden en later de Fatimiden

De Idrisiden (Arabisch: الأدارسة) waren een dynastie die heersde over delen van het moderne Marokko en Algerije. Ze worden beschouwd als de stichters van de Marokkaanse staat. De dynastie werd vernoemd naar de Arabische stichter, Idris I. Ze behielden de macht van 788 tot 985. Na 924 bestuurden zij enkel gebieden in het westelijke Rif, terwijl Fez en de rest van Marokko onder het bewind kwam van het Fatimiden en hun Miknasa-bondgenoten. 

## Geschiedenis
De stichter van de dynastie, Idris (788-791), was een afstammeling van de profeet Mohammed. Na de Slag bij Fakhkh in 786 werd hij vervolgd door de Abbasiden en vluchtte naar de Maghreb. Omdat Al-Andalus al bezet was door de Omajjaden van Andalusië die hem de toegang weigerden kon hij niet verder reizen naar het Emiraat Córdoba. In 789 kwam hij aan in Volubilis, een Romeinse nederzetting die bevolkt werd door de machtige Awraba stam. De stam zag in Idris een ideale vertegenwoordiger en benoemde hem tot imam. Uit deze stam huwde hij Kenza, die hem vlak na zijn dood zijn enige zoon en opvolger schonk. 
Zijn zoon Idris II (791-828) ontwikkelde de streek van Fez, dat al door zijn vader veroverd was, tot koninklijke verblijfplaats en hoofdstad. Door de toevlucht van nieuwe bewoners uit Andalusië werd de stad al snel het belangrijkste centrum voor islamisering van Noord-Afrika. Rond dezelfde tijd, werd een alternatieve zomer-hoofdstad gebouwd met de naam Basra (naar de bekende Zuid-Iraakse stad).
Het sultanaat werd uitgebreid door militaire campagnes te voeren in het hoge Atlasgebergte, met als gevolg dat het de meest aanzienlijke macht werd in Marokko. Onder Mohammed ibn Idris (828-836) werd het sultanaat verdeeld onder acht broers, waarbij verschillende Idrissidenstaatjes gevormd werden. Dit had het verzwakken van de dynastie door interne machtsstrijd tot gevolg. De Awraba (en een coalitie van machtige Berberstammen) maakten hier tijdelijk een einde aan door trouw te zweren aan de 9-jarige prins van Fez, Ali ibn Mohammed. Na een 13-jarig vreedzame heerschappij stierf Ali ibn Mohammed en viel het koninkrijk weer uiteen. Zelfs na de hereniging door Yahya IV (904-917) verloor het zijn aanzien door interne turbulentie en aanvallen door de Fatimiden, die zich hadden geallieerd met de lokale Miknasa.
Na verslagen te zijn door de Fatimiden in 917-920, werden de Idrissiden uit Fez verjaagd en werd de controle over de stad overgedragen aan de Berbers van Miknasa. Hassan I al Hajam kon de macht slecht enkele jaren behouden maar was de laatste van de dynastie die de controle over de stad uitoefende. Alleen met de steun van het Omajjadenkalifaat Córdoba konden de Idrissiden weerstaan aan de druk van de Fatimiden en hun bevriende staten. Na 926 verlieten de Idrissiden Fez voor goed en vestigden zich in de valleien van het Rifgebergte, waar ze een versterkte burcht hadden opgericht nabij Hajar an Nasar.
De laatste Idrissid zocht toenadering tot de Fatimiden, waardoor hij door de Omajjaden van het Kalifaat Córdoba werd afgezet en geëxecuteerd in 985. De Idrissiden werden in Marokko opgevolgd door de Berberse Maghrawa dynastie.

## Heersers
- Idris I - (788-791)
- Idris II - (791-828)
- Mohammed ibn Idris - (828-836)

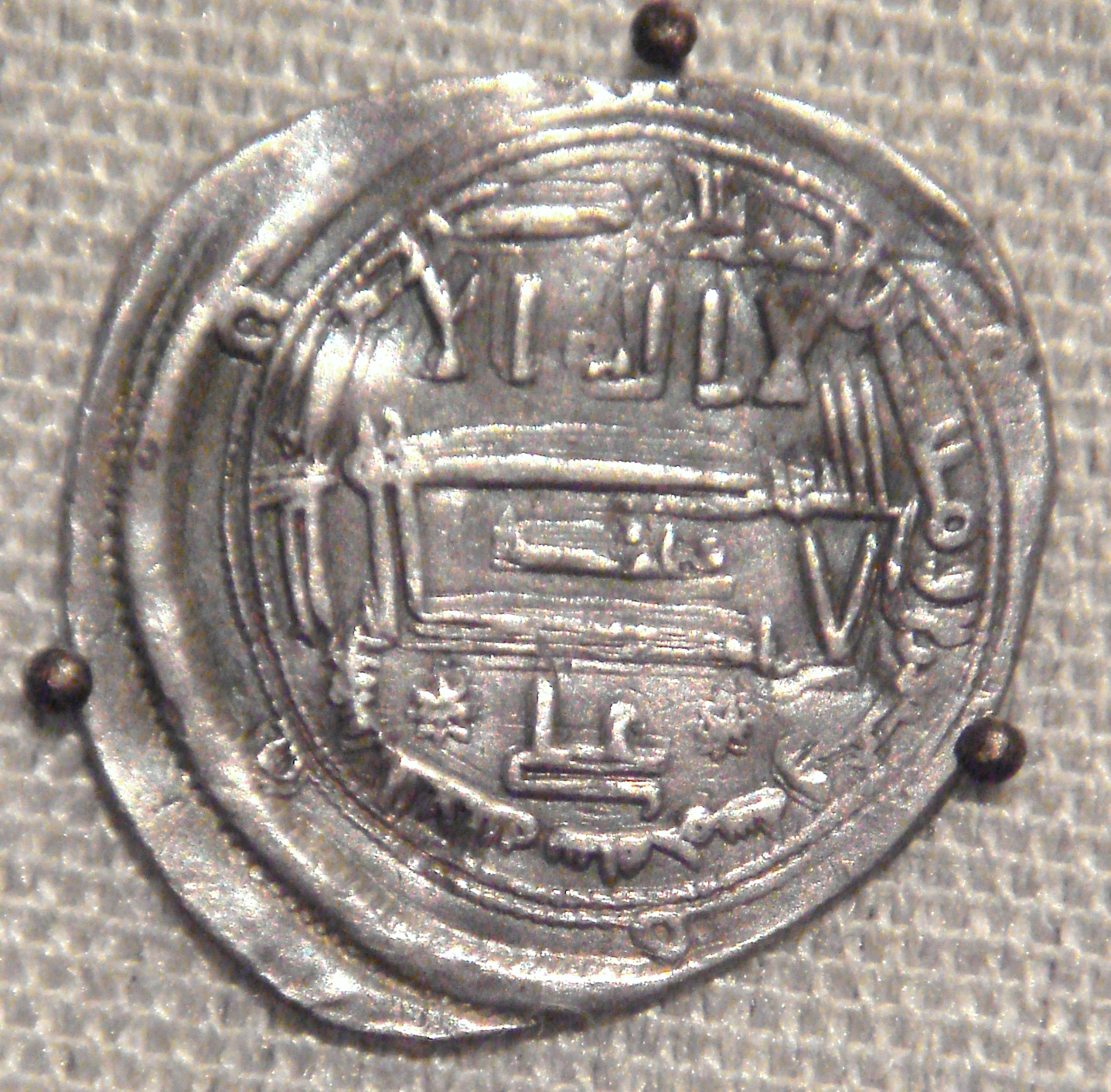
Muntstuk uit de periode van Ali ibn Mohammed

- Ali ibn Idris, ook "Ali I" - (836-848)
- Yahya ibn Mohammed, ook "Yahya I" - (848-864)
- Yahya ibn Yahya, ook "Yahya II" - (864-874)
- Ali ibn Omar, ook "Ali II" - (874-883)
- Yahya ibn Al-Qassim, ook "Yahya III" - (883-904)
- Yahya ibn Idris ibn Omar, ook "Yahya IV" - (904-917)
- Fatimiden overheersing - (922-925)
- Hassan I al Hajam - (925-927)
- Fatimidenoverheersing - (927-937)
- Al Qasim Gannum - (937-948)
- Abu l-Aish Ahmad - (948-954)
- Al Hassan ben Kannun, ook "Hassan II" - (954-974) (niet te verwarren met Hassan II, geboren in 1929)